# Vitraux de la cathédrale de Quimper
Les vitraux de la cathédrale de Quimper sont un ensemble de verrières anciennes et modernes qui décorent les fenêtres de la cathédrale Saint-Corentin de Quimper. 
Les vitraux anciens composent un ensemble ancien particulièrement riche ; cependant, cet ensemble apparaît au visiteur du XXIe siècle gravement mutilé : toutes les verrières basses anciennes ont été perdues ; quant aux verrières hautes, une grande part d'entre elles est, au moins en partie, ancienne, mais les restaurations menées depuis le XIXe siècle, très lourdes, rendent difficile la distinction entre les éléments anciens et modernes. La plupart des verrières anciennes conservées, au moins en partie, remontent aux travaux du XVe siècle. L'ensemble des vitraux des parties hautes ont été déposés en 1942, puis reposées dans les années 1950-1960.
Aux vitraux anciens s'ajoute un programme riche de verrières commandées au XIXe siècle et au XXe siècle aux plus importants maîtres verriers : la cathédrale possède ainsi des vitraux de Lobin, Steinheil, Emile Hirsch, Eugène-Stanislas Oudinot, Claudius Lavergne, Hubert de Sainte-Marie,  Jacques Gruber...
Les baies sont présentées conformément à la numérotation du Corpus Vitrearum Medii Aevi, c'est-à-dire portant un numéro à trois chiffres dont le premier (ou son absence) renseigne sur le niveau de la baie, les deux autres localisant la baie dans l'édifice : 0 étant la fenêtre basse d'axe, 1 celle immédiatement à gauche, 2 celle immédiatement à droite, et ainsi de suite.

## Les verrières anciennes

### Verrières du chœur
Les verrières hautes du chœur ont été exécutées vers 1415-1417, alors que les voûtes du haut chœur étaient en voie d'achèvement. Il subsiste assez peu de panneaux intacts de cette période, mais le programme iconographique demeure lisible : la baie axiale figurait un Calvaire autour duquel s'alignaient des saints abrités par des niches d'architecture figurée, accompagnés de donateurs clercs (au nord) ou laïcs (au sud). Ces donateurs ont choisi leur saint, d'où des redites dans le programme ; en outre, ils avaient initialement fait figurer leurs armoiries au tympan des verrières. Ces parties ont été perdues par vandalisme en 1793. Le Calvaire de la verrière d'axe ainsi que les deux fenêtres immédiatement latérales, abîmées, sont remplacées par le maître-verrier Julien-Léopold Lobin en 1856. En 1866, Antoine Lusson restaure les verrières des travées droites ; il n'intervient guère sur celles du nord, encore en bon état, mais change de nombreux panneaux des baies méridionales. Après ce travail de restauration, les vitraux de Lobin juraient, et Lusson est chargé de les remplacer par des copies des anciennes, dont certains panneaux étaient conservés à la cathédrale ; le Calvaire de Lobin est installé par la suite à l'église Saint-Idunet de Châteaulin. Quant aux panneaux anciens, ils demeurent probablement dans le fonds d'atelier Lusson jusqu'à la mort de son successeur, Pierre-Georges Bardon, en 1905. Ils sont alors dispersés, la Crucifixion est remontée dans la chapelle du château de Castelnau-Bretenoux, tandis que les autres éléments, plus fragmentaires, transitent dans des collections normandes avant de parvenir à Paris où ils sont aujourd'hui conservées en mains privées. Les verrières ont fait l'objet d'une nouvelle restauration en 1989-1993 par les ateliers Le Bihan, pour les verrières nord, et Messonet, pour les verrières sud.

#### Baie 103
La baie 103, qui ouvre le mur nord de la dernière travée droite avant le sanctuaire, est composée de trois lancettes surmontées d'un tympan à six ajours. Les lancettes accueillent les saints Paul, Jean Baptiste et Pierre dans des niches particulièrement imposantes au-dessus desquelles s'ébattent des séraphins. Au tympan, les ateliers Le Bihan ont remplacé les anges musiciens inspirés de l'Arbre de Jessé de la cathédrale d'Autun d'Antoine Lusson par des copies en 1992.

#### Baie 104
La baie 104 est située juste en face de la précédente et a la même composition : trois lancettes et un tympan à six ajours. Dans les lancettes, les saints Hervé, Gicquel (ou Judicaël) et Ronan occupent des dais plats et présentent chacun un couple de donateurs, qui portent des vêtements aux armes de la famille du Juch ; il y avait probablement parmi eux Hervé du Juch ou son fils Henri, capitaines de Quimper à l'époque de la création du vitrail. Le tympan présente des anges musiciens du XIXe siècle, sur le même modèle qu'en face. L'ensemble de cette baie a été très lourdement restauré au XIXe siècle, et ne subsistent des panneaux médiévaux que les dais et les vêtements armoriés des personnages de la lancette centrale.

#### Baie 105
La baie 105 est située juste à gauche de la baie 103, dans l'avant-dernière travée droite du chœur. Composée de quatre lancettes surmontées d'un tympan à douze ajours, elle a été donnée par un évêque de Quimper sur lequel les spécialistes ne s'accordent pas : soit Gatien de Monceaux, soit Bertrand de Rosmadec. Les lancettes figurent, de gauche à droite, sainte Catherine, un saint évêque non identifié présentant un donateur évêque vêtu d'une chape bleue, saint Guénolé et la Vierge à l'Enfant. Le tympan, refait au XIXe siècle, est habillé d'un décor végétal.

#### Baie 106
Située en face de la précédente, la baie 106 a la même composition. Les lancettes abritent un saint diacre non identifié, portant une chape verte ; sainte Madeleine ; saint Barthélemy ; sainte Catherine. Le saint diacre présente un donateur, un chevalier non identifié ; Madeleine présente une donatrice dont le vêtement présente les armes des familles du Juch et Botigneau ; Barthélemy présente un donateur dont le vêtement est orné des armes de Pratanras ; enfin, sainte Catherine présente une donatrice traditionnellement identifiée comme Catherine de Botigneau.

#### Baie 107
La baie 107 ouvre le mur nord de la troisième travée droite du chœur. Elle compte quatre lancettes surmontées par un tympan à dix ajours. Les parties inférieures des lancettes montrent des socles qui portent des armoiries : ces écus sont restitués d'après des modèles de Le Men pour ceux de quatre chanoines, Pierre du Quenquis, Jacques Buzic, Olivier de l'Hostellerie et Jean de Tréanna. Au-dessus, des niches aux dais arrondis accueillent les saints Jean Baptiste, Pierre et Paul et la Trinité souffrante.

#### Baie 108
Juste en face de la précédente, la baie 108 est composée, comme elle, de quatre lancettes et d'un tympan à dix ajours. Elle pourrait avoir été donnée par un membre de la famille de Tréanna. Les niches figurées dans les lancettes abritent quatre saints non identifiés, qui présentent des donateurs. Les saints sont un évêque, un homme barbu avec un étendard, un autre évêque, et enfin un diacre. Les donateurs sont deux chevaliers, un personnage qui pourrait être un seigneur de la famille de Botigneau, puis un seigneur de la famille de Tréanna. Le tympan est habillé d'un décor végétal.

#### Baie 109
La baie 109, percée dans le mur nord de la deuxième travée droite du chœur, est composée de quatre lancettes surmontées d'un tympan à dix ajours. Les lancettes accueillent sainte Catherine, sainte Marguerite, saint Maurice et saint Georges. Il n'y a pas de donateurs, mais sainte Marguerite et saint Georges sont tous deux accompagnés de leur dragon.

#### Baie 110
En face de la précédente, la baie 110 a la même composition. Les lancettes accueillent un saint évêque non identifié avec une donatrice, saint Jean l’Évangéliste avec un chevalier identifié comme Jean de Botigneau, saint Jean Baptiste présentant un chevalier portant les mêmes armes que le précédent, et la Vierge à l'Enfant avec une donatrice dont le vêtement porte les armes des familles de Botigneau et de Tréanna. La verrière a sans doute été donnée par la famille de Botigneau.

#### Baie 111
Située juste à gauche de l'entrée du chœur, la baie 111 est composée de quatre lancettes et d'un tympan fait de trois quadrilobes entourés d'écoinçons. Les verrières accueillent saint Antoine, saint Jacques le Majeur, une sainte martyre non identifiée et une Vierge à l'Enfant. La sainte martyre présente un chanoine, vêtu d'un surplis blanc et d'un manteau bleu clair. Comme ailleurs, le tympan est orné de décors végétaux.

#### Baie 112
Juste en face de la précédente, la baie 112 a quatre lancettes qui accueillent saint Jacques le Majeur, une sainte Anne trinitaire, un saint diacre ou moine non identifié, et sainte Catherine. Ils présentent des donateurs laïcs, sans doute des familles de Trémic et de Tréanna, qui ont offert la verrière.

### Verrières du transept et de la nef
Les verrières du transept et de la nef ont quant à elles été exécutées à la fin du XVe siècle, après l'achèvement de la construction de ces parties du monument. Les verrières ont plus souffert du passage du temps que celles du chœur et sont donc moins authentiques. Le choix iconographique d'une longue suite de portraits de saints sous des dais d'architecture a été maintenue, sauf dans les baies 116 et 127, cette dernière étant un remploi provenant peut-être d'une fenêtre basse. Malgré l'unicité du programme iconographique, le transept et la nef se distinguent du chœur par les coloris du vitrail, nettement plus soutenus à la fin du XVe siècle du fait de l'évolution des goûts et de la technique du vitrail. Les vitraux ont été restaurés par l'atelier Le Bihan en 1995.

#### Baie 113
Située dans le transept nord, la baie 113 est composée de cinq lancettes trilobées surmontées d'un tympan à 9 ajours. Dans les lancettes, des édicules gothiques décorés de damas abritent saint Corentin, saint Michel combattant, saint Maurice, saint Christophe, saint Jean Baptiste présentant le chanoine Jean Le Baillif, donateur de la verrière. Le tympan a été refait au XIXe siècle ; on y voit des anges portant des phylactères, ainsi que d'autres phylactères nommant les personnages situés plus bas. Cette verrière pourrait être issue de l'atelier de Laurent et Olivier Le Sodec, le plus important de Quimper au début du XVIe siècle, car elle présente des similitudes avec plusieurs de leurs productions : des vitraux de l'église de Plogonnec et d'autres de l'église Notre-Dame de Kerfeuteun de Quimper. 

#### Baie 114
Située dans le transept sud, la baie 114 est quant à elle composée de quatre lancettes que surmonte un tympan à sept ajours. Les lancettes sont occupées par saint Pierre, saint Christophe avec un donateur, peut-être identifiable avec Christophe de Lézongar, sainte Marguerite présentant l'épouse de Christophe de Lézongar, une femme de la famille de Kermeno, et enfin saint Ronan présentant un troisième membre de la famille, tous abrités par des dais d'architecture dont ceux des trois premières lancettes sont d'origine. Saint Pierre et saint Ronan ont été largement refaits au XIXe siècle, en même temps que le tympan où l'on voit des écus divers, dont ceux des familles de Lézongar et de Kermeno, ainsi que les armes de Bretagne.

#### Baie 115
Également située dans le transept nord, la baie 115 est composée de six lancettes que surmonte un tympan à onze ajours. Là encore, le tympan a été refait au XIXe siècle : il présente la Trinité avec le Saint-Esprit sous apparence humaine, accompagnée de six anges portant des phylactères. En-dessous, les lancettes montrent saint Jean Baptiste, un chanoine donateur, une Vierge à l'Enfant, un autre chanoine donateur, saint Jean l’Évangéliste et saint Christophe. Cette verrière semble archaïque par rapport aux autres, et se rapproche stylistiquement de la grande verrière de la Passion de l'église de Locronan, produite vers 1476-1479. Elle pourrait avoir été réalisée à l'avance, plusieurs années avant son montage.

#### Baie 116
La baie 116 se trouve dans le transept sud, juste à droite de la baie 114. Elle est composée de 5 lancettes que surmonte un tympan à neuf ajouts. Le tympan comporte encore des parties anciennes : les deux évangélistes Marc et Luc, de deux styles différents. Ils sont complétés par un saint Jean restauré au XIXe siècle et un saint Matthieu complètement refait en 1995. Au-dessous, les lancettes abritent saint Eloi présentant un chanoine qu'on peut identifier comme Geoffroy de Tréanna, sainte Geneviève, le Christ ressuscité, la charité de saint Martin et un saint abbé, peut-être saint Antoine, avec un autre chanoine de la famille de Tréanna. Le Christ ressuscité et la Charité de saint Martin présentent des différences stylistiques avec le reste de la verrière et n'en faisaient sans doute pas partie à l'origine : la Charité de saint Martin pourrait provenir d'une fenêtre d'une chapelle de la nef, tandis que le Christ ressuscité serait issu d'une autre verrière haute de la nef.  

#### Baie 120
La baie 120 est également située dans le transept sud, en face de la baie 116, sur le mur occidental. Elle est composée de quatre lancettes que surmonte un tympan à huit ajours. Cette verrière a été très largement refaite au XIXe siècle, vers 1870 par Antoine Lusson, sauf deux panneaux dans la deuxième lancette, qui représentent le Christ Sauveur. Le reste est entièrement moderne : dans la lancette de gauche, l'évêque Jean de Lespervez ; à droite, saint Jean l'Evangéliste et saint François d'Assise. Au-dessus, le tympan moderne figure des armoiries et des anges avec des phylactères. 

#### Baie 121
La baie 121 se trouve quant à elle sur le mur occidental du bras nord du transept, en face de la baie 113. Composée de cinq lancettes et d'un tympan à 9 ajours, elle présente dans les lancettes saint Pierre, puis un saint évêque avec un chanoine, saint Charlemagne présentant également un chanoine, un saint imberbe non identifié, lui aussi avec un chanoine, et saint Paul. Au-dessus, le tympan est moderne et présente des écus et phylactères. 

#### Baie 123
Située dans la dernière travée de la nef avant le transept, côté nord, la baie 123 est composée de quatre lancettes que surmonte un tympan à 7 ajours. Des saints occupent les lancettes : saint Patern de Vannes, saint Jean Baptiste avec une donatrice, la Vierge à l'Enfant et saint Michel avec un chevalier donateur. Au-dessus, le tympan, refait vers 1870, représente les écus des familles du Tymeur, de Plœuc et de Kergorlay, déjà présents sur les donateurs des lancettes. 

#### Baie 124
La baie 124 fait pendant à la baie 123. Elle est composée de cinq lancettes avec un tympan à neuf ajours. Les lancettes abritent, de gauche à droite, un saint religieux non identifié, saint Jacques le Majeur, saint Pierre, saint Jean Baptiste et saint Louis portant la Couronne d’Épines. Au-dessus, le tympan refait au XIXe siècle présente les écus de divers personnages, notamment des chanoines de la cathédrale au XVe siècle. 

#### Baie 125

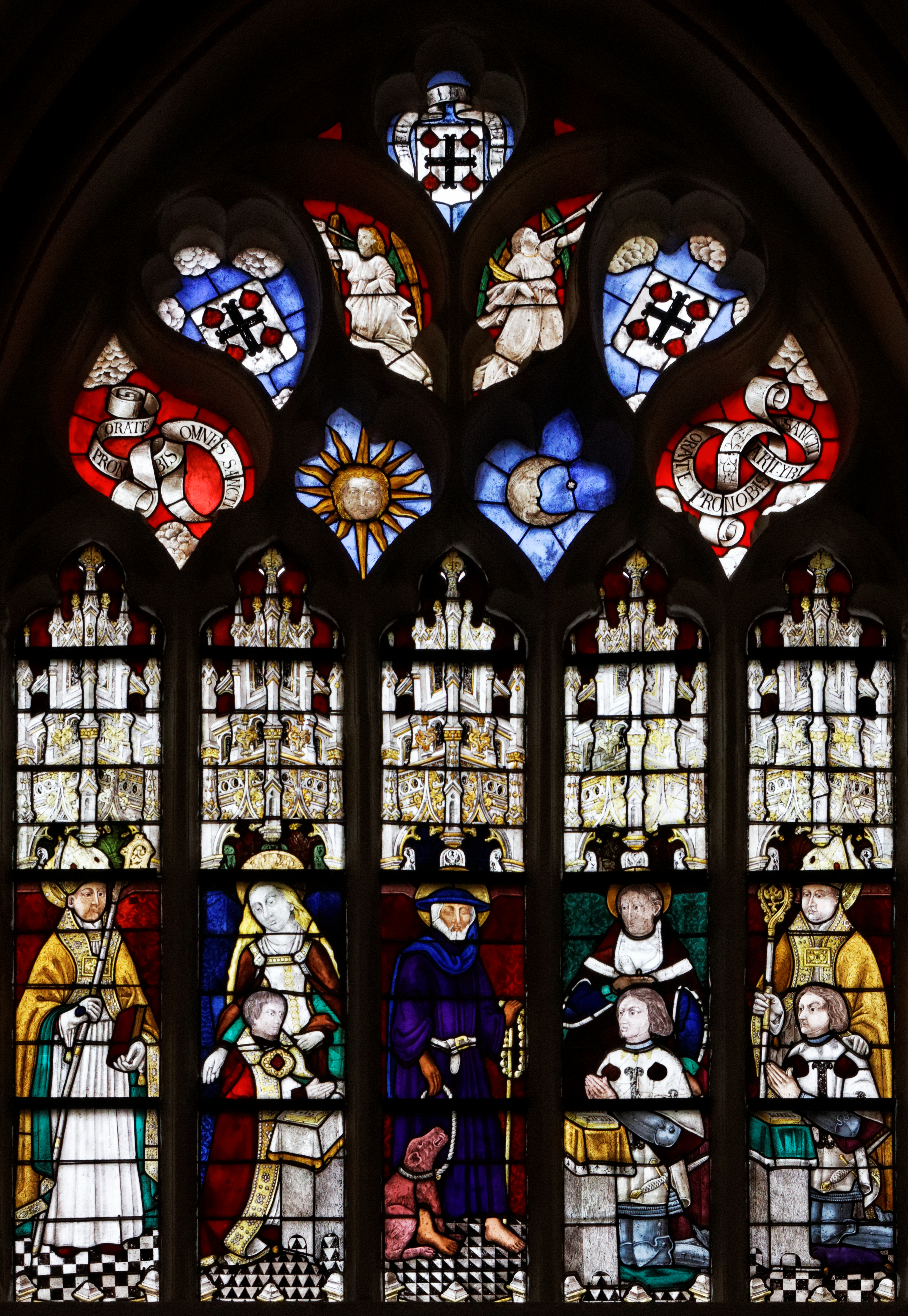
Baie 125 - Dernière travée de la nef, mur nord. Verrière de la famille du Dresnay.

Située dans la quatrième travée de la nef, côté nord, la baie 125 comporte cinq lancettes et un tympan à neuf ajours. Cette verrière a été lourdement retouchée depuis le XIXe siècle : la première lancette, représentant saint Paul Aurélien, a été réalisée vers 1870 ; la suivante, qui représente non identifiée présentant le chanoine Yves du Dresnay, ne comporte que quelques éléments anciens ; celle du centre, figurant saint Hervé conduit par Guiaran et le loup domestique, est également moderne ; la quatrième, où l'on voit saint Yves présentant un chevalier de la famille du Dresnay, date de 1999 sauf pour les épaules du chevalier, et la cinquième, avec un saint évêque non identifié et un autre chevalier de la même famille, a entièrement été réalisée en 1999. Ces deux dernières lancettes conservent cependant quelques pièces anciennes dans les dais qui abritent les saints personnages. Au-dessus, le tympan est entièrement un produit de la restauration des environs de 1870 et représente les écus de la famille du Dresnay avec la lune et le soleil. 

#### Baie 126
En vis-à-vis de la précédente sur le mur sud de la nef, la baie 126 est composée de cinq lancettes que surmonte un tympan à neuf ajours. Elle a également été assez retouchée vers 1870, quoique moins lourdement que la précédente : la Vierge à l'Enfant de la première lancette est moderne, de même que le saint évêque non identifié de la cinquième lancette. Les trois lancettes centrales sont en revanche au moins en partie anciennes ; elles figurent un saint ermite, peut-être Julien l'Hospitalier, présentant le chanoine Jean de Kerguelen ; saint Christophe et un laïc de la famille de Kerguelen, et sainte Barbe avec une dame de Kerguelen. Le tympan est moderne et présente les armes de la famille de Kerguelen avec des anges et phylactères. 

#### Baie 127

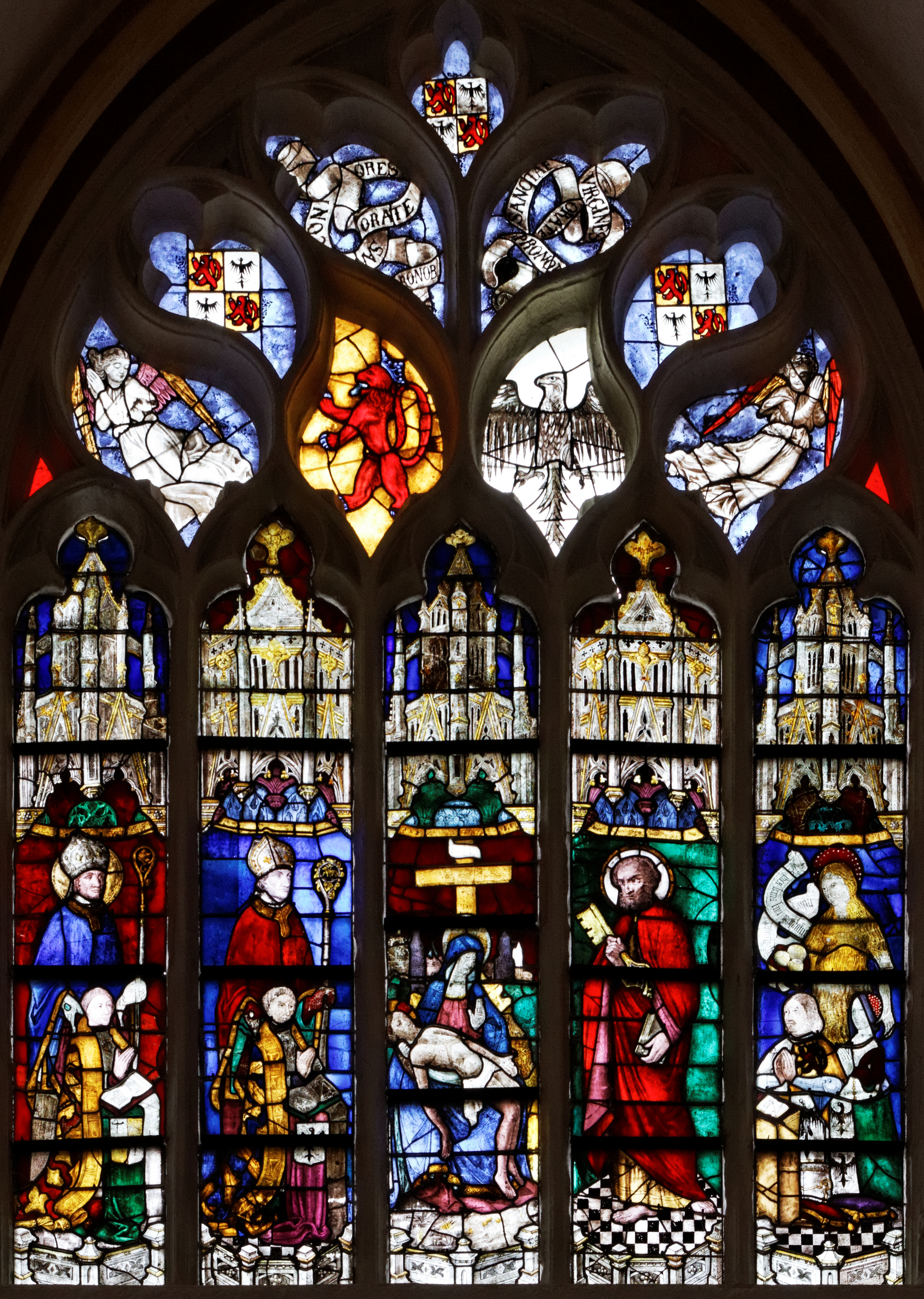
Baie 127, verrière haute de la 3e travée de la nef, côté nord : saint Guillaume Pichon, saint évêque, Vierge de Pitié, saint Pierre, sainte Marie l'Egyptienne

La baie 127 se trouve dans la travée médiane de la nef. Elle compte cinq lancettes et un tympan à neuf ajours. Là encore, la verrière a été assez restaurée au XIXe siècle. Ainsi, dans la première lancette, un saint évêque non identifié a été refait vers 1870, mais il présente le chanoine Guillaume de Kerloaguen qui est ancien ; dans la deuxième, un autre saint évêque moderne, pas plus identifié que le premier, présente le chanoine Pierre de Kerloaguen, neveu de Guillaume et également bien conservé ; la lancette centrale présente une Vierge de Pitié au pied de la Croix. Les deux lancettes de droites sont modernes : saint Pierre avec un chevalier de Kerloaguen et sainte Marie l’Égyptienne avec Maurice de Kerloaguen et sa femme Louise Bréhet. L'ensemble des dais en revanche est ancien. Au-dessus, le tympan présente des armoiries, dont certains éléments sont anciens. Cette verrière présente des similitudes avec des vitraux de l'église de Brennilis et pourrait être issue du même atelier. 

#### Baie 128
En face de la baie 127, la baie 128 comporte également cinq lancettes et un tympan à neuf ajours. Seuls quelques éléments de cette verrière sont anciens. On y voit saint Jean Baptiste avec une donatrice, saint Christophe, un saint non identifié présentant un chanoine non identifié non plus, saint Vincent Ferrier avec un chevalier de la même famille que le chanoine et de nouveau saint Jean Baptiste. Le dais du saint Jean Baptiste de droite, ainsi que quelques fragments de la chape du chanoine sont anciens. Les armes des donateurs pourrait être celles de la famille de Poulpiquet ou bien de Clecunan. Au-dessus, le tympan a été entièrement refait vers 1870 avec des armes de la famille de Poulpiquet. 

#### Baie 129

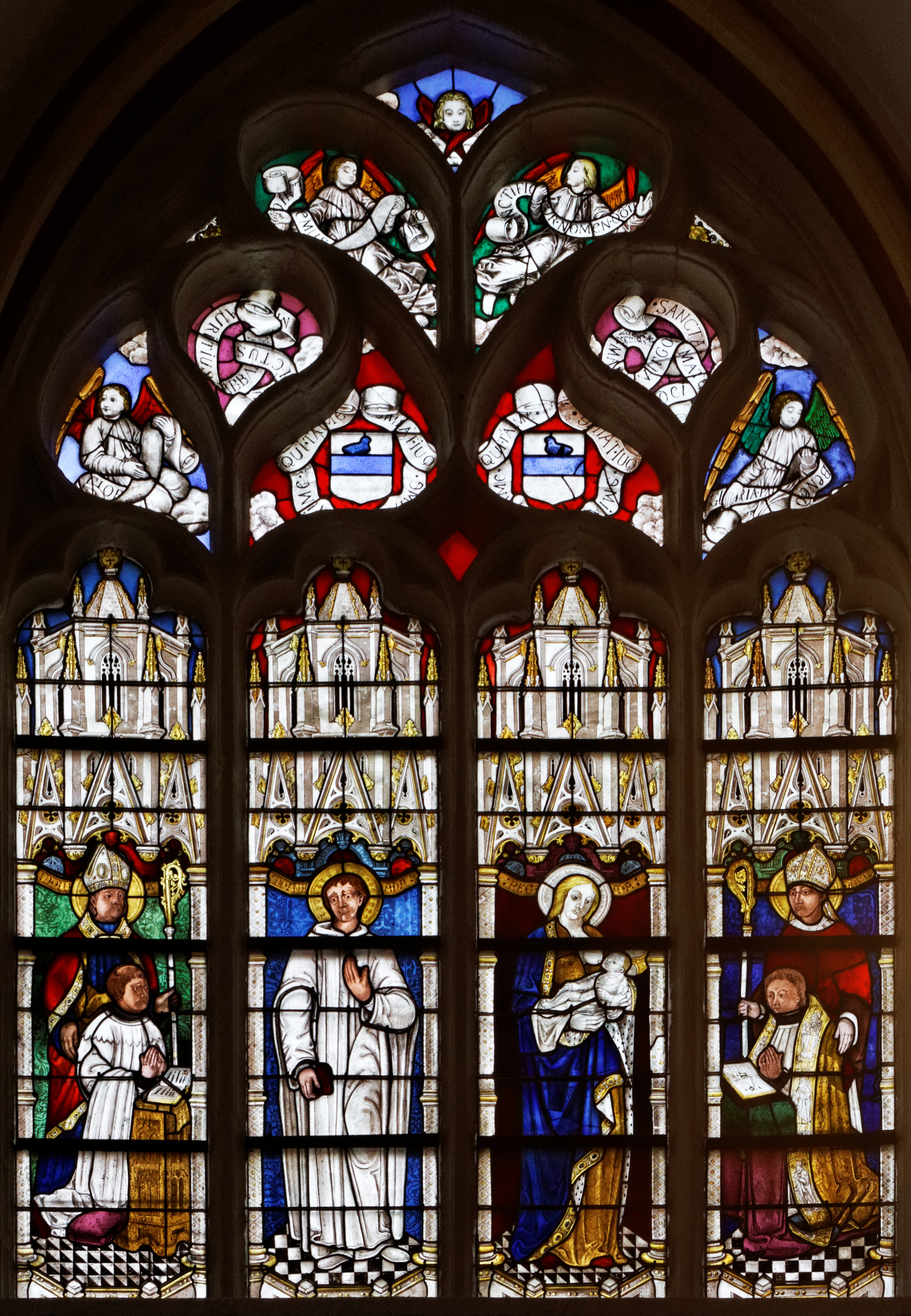
Baie 129. Verrière haute de la 2e travée de la nef, côté nord : chanoine présenté par un saint évêque, saint Maurice de Carnoët, Vierge allaitante, saint évêque présentant un chanoine

Située dans la deuxième travée de la nef, sur le mur nord, la baie 129 se compose de quatre lancettes surmontées d'un tympan. Les lancettes présentent un saint évêque présentant un moine, saint Maurice de Carnoët ; la Vierge allaitant l'Enfant ; un saint évêque présentant un chanoine. Le tympan présente quatre anges avec deux écus et deux phylactères. L'ensemble est presque entièrement moderne, sauf l'Enfant Jésus de la troisième lancette.

#### Baie 131

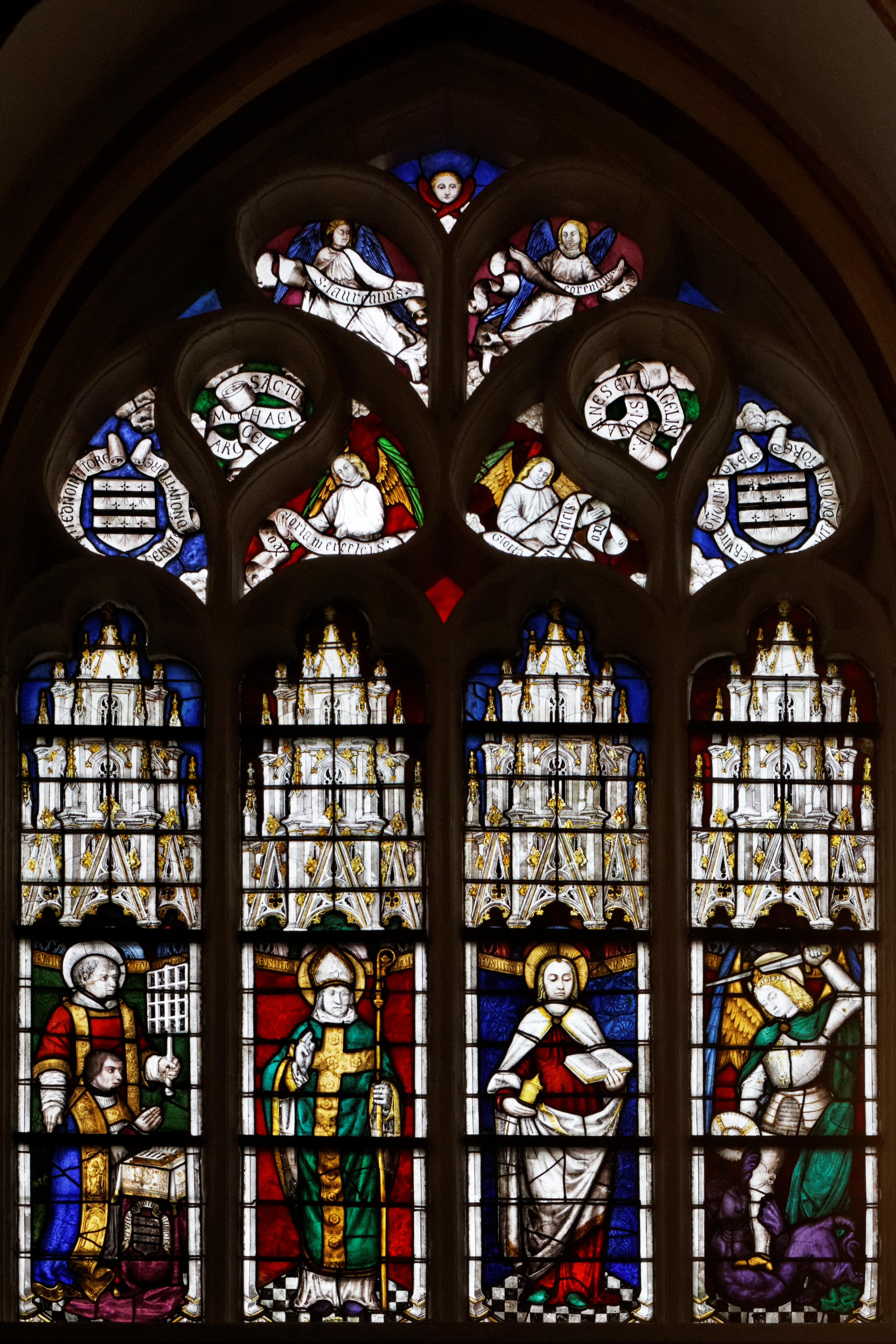
Baie 131 - Verrière haute de la 1e travée de la nef. Saint Laurent et un chanoine, saint Corentin, saint Jean, saint Michel

La baie 131 est la première des verrières hautes du mur nord lorsqu'on entre dans la nef. Elle comporte quatre lancettes et un tympan à neuf ajours. Les lancettes abritent saint Laurent présentant un chanoine, peut-être Laurent de Froeskaër, saint Corentin, sainte Madeleine et saint Michel ; les panneaux inférieurs de ces trois derniers saints ont été refaits au XIXe siècle. Le tympan présente des armoiries et des anges ; sauf pour quelques fragments il a été refait au XIXe siècle.

## Les vitraux modernes
La quasi-totalité des verrières basses est postérieure à la Révolution française : certaines fenêtres étaient obturées, et d'autres qui avaient eu des verrières anciennes, les avaient vues remplacées par des vitreries blanches dès le XVIIe siècle. Un grand chantier visant à constituer un ensemble de vitraux pour les verrières basses est engagé par Mgr Sergent, évêque à partir de 1856. Cet effort se poursuit jusque dans les années 1900. Il permet à la cathédrale de Quimper de posséder aujourd'hui des vitraux de plusieurs peintres verriers renommés de la deuxième moitié du XIXe siècle : Lobin, Steinheil, Emile Hirsch, Eugène-Stanislas Oudinot, Claudius Lavergne... Des commandes plus récentes viennent compléter cet ensemble : Hubert de Sainte-Marie dans les années 1950, puis Jean-Jacques Grüber, Josette Mahuzier et Anna Stein dans les deux dernières décennies du XXe siècle.